# Sinclair Radionics Black Watch

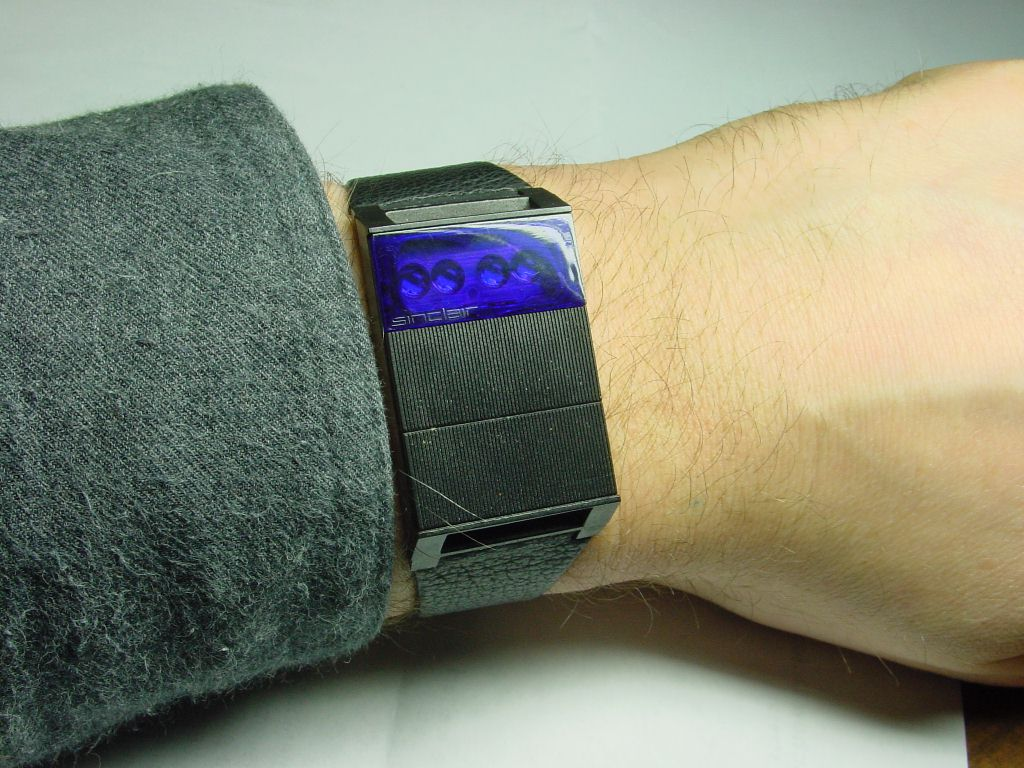
Black-Watch-LED-Uhr

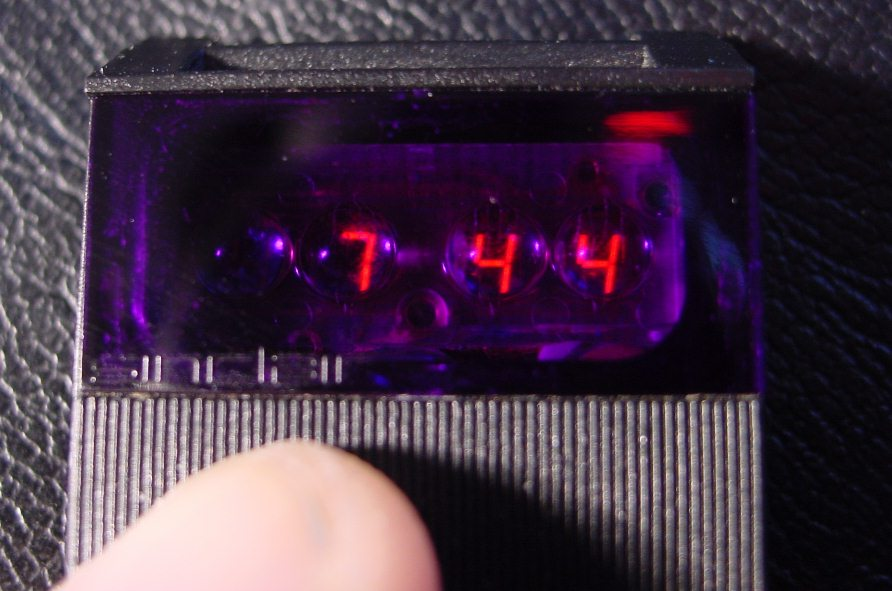
Das Display der Black Watch

Die Black Watch ist eine digitale LED-Armbanduhr der Firma Sinclair Radionics Ltd.
Sie hat ein Vollkunststoff-Gehäuse mit einem angeklippsten Kunststoffboden und ein vierstelliges Siebensegment-Display mit roten LED-Ziffern, das von einem blauen Schauglas überdeckt ist. Datum und Uhrzeit werden angezeigt, wobei die Tasten dafür unter der mittleren Fläche verborgen sind und als Sensortasten fungieren.
Die Uhr kam 1975 auf den Markt und wurde sowohl als Bausatz als auch als fertig zusammengebaute Uhr vertrieben. Die Uhrenelektronik besteht aus der damals neuartigen integrierten Injektionslogik, die vergleichsweise stromsparend war und mit einer Betriebsspannung von 1 Volt aus einer Batterie betrieben werden konnte.